# Marostica
Marostica is een kleine stad in Italië (regio Veneto, provincie Vicenza).
Marostica is vooral bekend om de traditie van het levend schaakspel (Partita a Scacchi), dat nu elke twee jaar wordt gehouden. De traditie gaat terug tot 1454.
Het middeleeuwse centrum van de plaats is geheel ommuurd en ligt ingesloten tussen twee kastelen, het Castello Superiore en het Castello Inferiore.

## Geboren
- Alfredo Dinale (1900-1976), wielrenner
- Giuliana Minuzzo (1931-2020), alpineskiester
- Giovanni Battaglin (1951), wielrenner
- Gianni Faresin (1965), wielrenner
- Silvia Toffanin (1979), tv-persoonlijkheid
- Tatiana Guderzo (1984), wielrenster
- Enrico Battaglin (1989), wielrenner